# Gotta Go My Own Way
"Gotta Go My Own Way" é uma canção do álbum da trilha sonora do filme High School Musical 2, cantada por Vanessa Hudgens e Zac Efron. A música foi lançada como single para divulgação do filme. Teve uma versão gravada em português pela ex-Rouge Li Martins intitulada "Vou Ser do Jeito Que Eu Sou".

## Charts
| País - Chart (2007–2008)            | Melhor posição |
| ----------------------------------- | -------------- |
| Alemanha (GfK Entertainment Charts) | 67             |
| Canadá (Canadian Hot 100)           | 67             |
| Estados Unidos (Billboard Hot 100)  | 34             |
| Estados Unidos (Billboard Pop 100)  | 31             |
| Irlanda (IRMA)                      | 36             |
| Itália (FIMI)                       | 39             |
| Reino Unido (UK Singles Chart)      | 40             |
| Suíça (Schweizer Hitparade)         | 59             |